# Антички Македонци
Македонци (стмак. Μακεδόνες) су били античко племе које је живјело у алувијалној равници око ријеке Бистрице и доњег тока ријеке Вардар у сјеверозападном дијелу данашње копнене Грчке. У суштини антички Грци, постепено су ширили своју територију дуж долине Бистрице на сјеверној ивици грчког свијета, апсорбујући или гутајући сусједна негрчка племена, првенствено трачанска и илирска. Говорили су античким македонским језиком, који је био веома сличан античком грчком, можда његов дијелекат, иако је говорни језик региона био атички и касније коине грчки. Њихова вјерска увјерења била су иста као и код осталих Грка, поштујући главна божанства грчког пантеона, иако су Македонци наставили са архајским обичајем сахрањивања, који је у осталим дијеловима Грчке прекинут након 6. вијека прије н. е. Поред монархије, срж македонског друштва било је племство. Слично као код аристократије у сусједној Тесалији, њихово богаство углавном је било засновано на коњима и стоци.
Иако сачињена од разних кланова, Краљевина Македонија, основано око 8. вијека прије н. е, углавном је повезана са Аргијадима и племенима названим по њима. Династију је наводно основао Пердика I, потомак легендардног Темена од Аргоса, док је област Македонија можда добила име по Македону, личности из грчке митологије. Традиционално под влашћу независних породица, Македонци су изгледа прихватили владавину Аргијада у вријеме Александра I (владао 498—454. прије н. е). Та вријеме Филипа II (владао 359—336. прије н. е), Македонцима су призната бројне војне иновације, помоћу којих су увећали своју територију и повећали своју контролу над подручјима која се протежу у Тракију. Ова консолидација територије омогућила је подвиге Александра Великог (владао 336—323. прије н. е), освајање Ахемединског царства, успостављање дијадоских држава сљедбеница и инагурацију хеленистичког периода у западној Азији, Грчкој и широм Средоземља. Македонце је на крају покорила Римска република, чим је уништена македонска монархија на крају Трећег македонског рата (171—168. године прије н. е), а до успостављања римске провинције Македоније долази послије Четвртог македонског рата (150—148. године прије н. е).
Писци, историчари и државници античког свијета често су изражавали двосмислене, често у супротне идеје о етничком идентитету Македонаца као Грка, полугрка или чак варвара. То је довело до расправе између савремених академика о прецизном етничког идентитету Македонаца, који су ипак прихватили многе видове грчке културе, као што је практиковање грчких религијских култова и спортске игре, укључујући Античке олимпијске игре. С обзиром на слабе лингивистичке доказе, није јасно колико је старомакедонски био близак старогрчком језику, а и колико је био близак фригијском, трачанском и илирском језику.
Античи Македонци учествовали су у изради и гајењу класичне и касне хеленистичке умјетности. У погледу визуелних умјетности, израђивали су фреске, мозаике, скулптуре и украсне предмете од метала. Сценска музичка умјетност и грчке позоришне драме биле су веома цијењене, а познати писци драме, као што је Еурипид, доселили су се у Македонију. Краљевство је такође привукло познате филозофе, попут Аристотела, док су Македонци дали допринос старогрчкој књижевности, нарочито грчкој историографији. Њихове спортске и доколичарске активности укључивале су лов, трчање и трку двоколица, као и празновање и напијање на аристократским банкетима познатим као симпозијум.